# Madrid
|  | Per a altres significats, vegeu «Madrid (desambiguació)». |

Madrid (IPA: [ma'ðɾit] (oc.) o [mə'ðɾit] (or.), en català; [ma'ðɾiθ] en castellà local) és un municipi i ciutat d'Espanya, capital de l'Estat i de la Comunitat de Madrid. Amb una població de 3 335 730 habitants (2020), és la ciutat més poblada d'Espanya i de la península Ibèrica, així com la segona de la Unió Europea —darrere de Berlín. La seva àrea metropolitana, amb 6 120 254 habitants (2018) segons l'Atles Digital de les Àrees Urbanes d'Espanya, és la segona més poblada de la Unió Europea, darrere de la de París.
Com a capital d'Espanya, Madrid acull les seus del Govern d'Espanya, el Congrés i el Senat, els ministeris, i les principals institucions i organismes oficials, així com la residència oficial dels reis d'Espanya. En el vessant econòmic, Madrid és un important centre financer i industrial de la Unió Europea. Acull el principal mercat de valors del país i és seu de nombroses empreses nacionals i d'algunes de les corporacions més grans del món. En el vessant internacional, acull institucions com la seu mundial de l'Organització Mundial del Turisme (OMT) i organitza esdeveniments com el FITUR. Madrid també és un dels centres culturals més importants d'Europa i del món, i acull tres museus de referència internacional: el Museu del Prado, el Museu Thyssen-Bornemisza i el Museu Reina Sofia.
Reconquerit per Alfons VI de Lleó el 1083 dels musulmans, la vila fou designada el 1561 com a seu de les corts de Felip II, i va ser la primera capital permanent de la Monarquia Hispànica. Des d'aleshores —excepte en breus períodes, entre el 1601 i el 1606, en què la capitalitat fou temporalment de Valladolid—, Madrid ha estat la capital de la Corona de Castella i Aragó. Posteriorment, a partir del segle xviii amb la dinastia dels Borbons, manté la capitalitat d'Espanya i la seu del govern, excepte durant el trasllat del govern de la república a València i després a Barcelona durant la Guerra Civil (1936-1939).

## Història

### Prehistòria
Existeixen restes arqueològiques que proven l'existència d'assentaments humans al voltant d'Arganda del Rey en les terrasses del riu Manzanares al lloc que avui ocupa la ciutat.

### Època romana i visigoda
La conquesta, colonització i pacificació romana de la península Ibèrica dura gairebé 200 anys, des de la Segona Guerra Púnica fins al 27 aC en el qual completen la pacificació del nord del territori i ho divideixen en tres províncies. La regió que actualment ocupa Madrid es va situar a la Tarraconense.
Si bé és possible que durant el període romà el territori de Madrid no constituís més que una regió rural, beneficiada per la situació de cruïlla de camins i la riquesa natural, també hi ha proves de la possible existència d'una instal·lació urbana entorn del carrer de Segòvia i la riba del riu Manzanares. Recentment s'ha trobat una antiga basílica visigòtica al voltant de l'església de Santa Maria de l'Almudena. La presència d'una població estable a Madrid estaria sostinguda per les dues necròpolis visigodes a l'antiga colònia del Comte de Vallellano - passeig d'Extremadura, al costat de la Casa de Campo - i tetuan de les Victorias. Dins del centre medieval es va trobar una làpida força deteriorada amb la llegenda «MIN.N. BOKATUS. INDIGNVS. PRS. IMO / ET TERTIO. REGNO. DOMNO. RVD. / MI. REGVM. ERA DCCXXXV», mai completada, i interpretada de manera diversa, però que podria indicar la presència de població estable ja al segle vii.

### Època musulmana

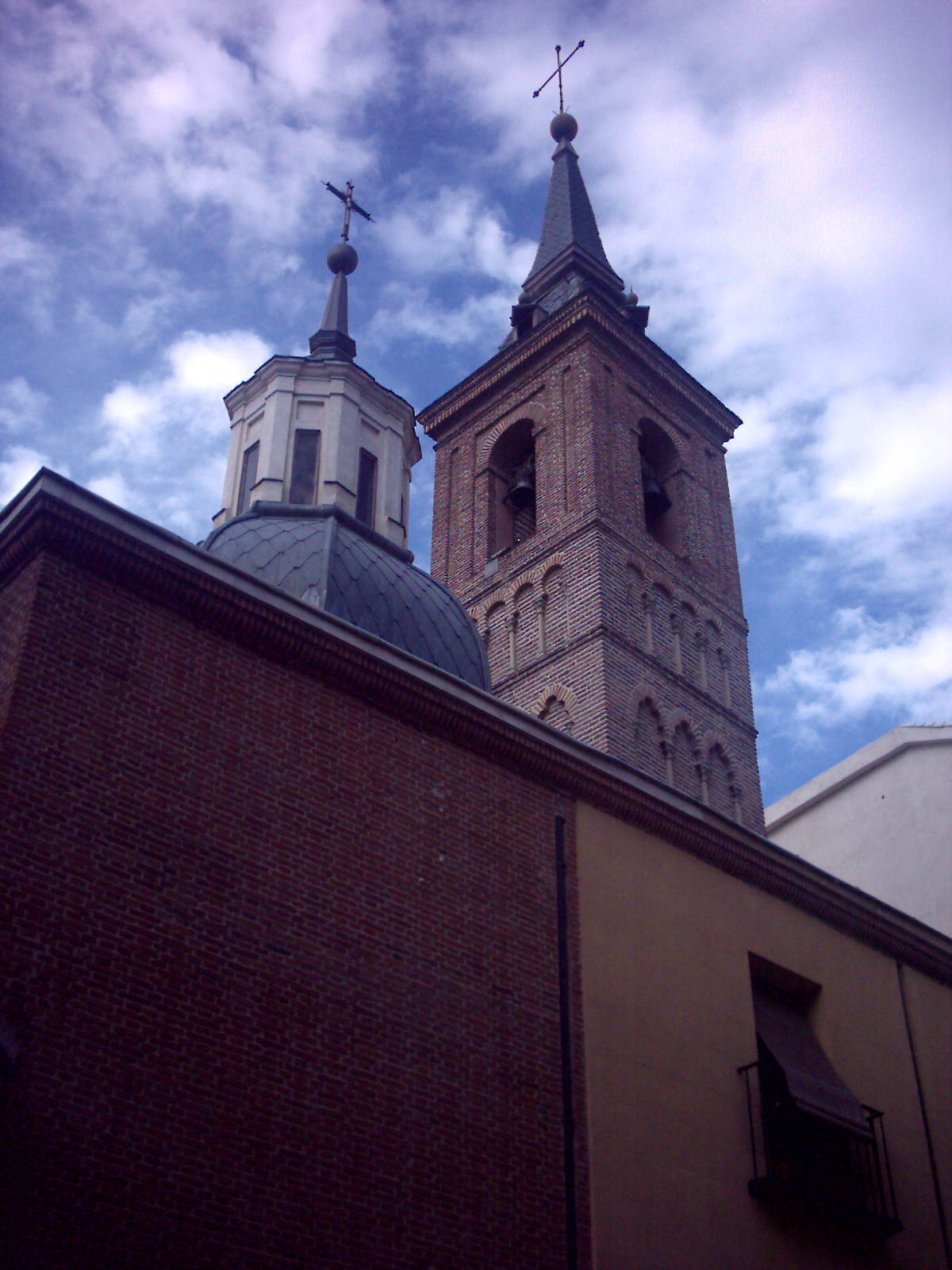
L'església de Sant Nicolau de Bari o los Servitas és la més antiga de Madrid, sense comptar el desaparegut edifici que hauria en el lloc de l'actual Catedral de la Almudena. La torre-campanar, d'estil mudèjar, encara conserva l'estructura original del, encara que rematada per un chapitel barroc.

Tanmateix, la primera constància de l'existència d'una instal·lació estable data de l'època musulmana. En la segona meitat del segle ix, l'emir de Còrdova Muhàmmad I (852-886) construeix una fortalesa en un promontori al costat del riu (en el lloc que avui ocupa el Palau Reial) amb el propòsit de vigilar els passos de la serra de Guadarrama i ser punt de partida de ràtzies contra els regnes cristians del nord. Al costat de la fortalesa es va desenvolupar un petit raval. Aquesta població va rebre el nom de Majrit (Magerit en la seva forma castellanitzada), el significat no és clar, però sembla l'híbrid de dos topònims molt semblants: un d'europeu mossàrab, matrice, amb el significat de "font", i un altre àrab, majrà, que significa llit d'un riu. Ambdós al·ludeixen a l'abundància de rierols i aigües subterrànies del lloc. D'aquest període, coneguts a partir dels diversos treballs arqueològics desenvolupats en la ciutat a partir de 1975, es conserven algunes restes: la muralla àrab de la Cuesta de la Vega, la talaia de la plaça d'Oriente i els vestigis d'un viatge d'aigua de la Plaça dels Carros. A Madrid va néixer el segle x Màslama al-Majrití, anomenat "l'Euclides andalusí", notable astrònom i fundador d'una escola matemàtica a Còrdova.
Majrit apareix esmentada molt poques vegades pels historiadors àrabs, ja que tan sols era una simple fortalesa de frontera (taghri). Ramir II de Lleó la va atacar el 932; el 936 un grup de pobladors de Majrit van fer una incursió a territori cristià i a la tornada foren massacrats pels enemics. El hàjib Almansor en la seva campanya del 977 contra la fortalesa de la Muela es va trobar a Majrit amb el governador de Medinaceli, el general Ghàlib. A 1676, l'esclau d'un venedor de perfums, de nom Al-Fassí, es va revoltar a Majrit pretenent ser el mahdí; fou atacat i mort; és possible que l'aixecament fos de tendència fatimita però també podria ser que volgués fer-se reconèixer com a fill de l'efímer califa de Còrdova Muhàmmad II al-Mahdí (1009) i la rebel·lió hauria estat en temps de Muhàmmad III al-Mustakfí (1024-1025). De vers 1023/1030 ençà Majrit devia estar en mans dels Banu Dhi l-Nun de Santaver, que van governar la taifa de Toledo.

### Conquesta cristiana
Amb la caiguda del regne taifa de Toledo en mans d'Alfons VI de Lleó, la ciutat va ser presa per les forces cristianes el 1085 sense resistència, probablement mitjançant capitulació. La ciutat i el seu raval varen quedar integrats en el regne de Castella com a territoris reials. Els cristians substitueixen els musulmans a l'ocupació de la part central de la ciutat, quedant els barris perifèrics o ravals, que el període anterior eren habitats per una comunitat mudèjar, com a moreria. També va existir un call entorn del qual seria més tard el barri de Lavapiés. Durant el següent segle, Madrid segueix rebent embats dels nous poders musulmans de la península, els almoràvits, que va incendiar la ciutat el 1109 i els almohades, que la sotmeten a setge el 1197. La victòria cristiana de Navas de Tolosa allunya definitivament la influència musulmana del centre de la península.
D'aquesta època procedeixen dos destacats fets religiosos que marquen el desenvolupament de la personalitat del cristianisme popular de Madrid: el descobriment de la imatge de la Mare de Déu de l'Almudena i la "miraculosa" vida de sant Isidre el Llaurador, que més tard seria canonitzat. La ciutat va prosperant i rep el títol de vila el 1123. Seguint l'esquema repoblador habitual a Castella, Madrid es constitueix en concejo, cap de la comunidad de villa i tierra de Madrid. El govern de la ciutat recau en tots els madrilenys amb el rang de veïns reunits en consell obert fins que el 1346, el rei Alfons XI implanta el regiment, en el qual només els representants de l'oligarquia local, els regidors, governen la ciutat. El 1152, el rei Alfons VII va establir els límits de la comunitat de vila i terra, entre els rius Guadarrama i Jarama. El 1188, una representació de Madrid participa per primera vegada a les Corts de Castella. El 1202, Alfons VIII li va atorgar el seu primer fur municipal, que regulava el funcionament del consell, i les competències van ser ampliades en el 1222 per Ferran III el Sant.
Tot i el suport madrileny a Pere I, posteriorment els sobirans de la Casa de Trastàmara residiria amb freqüència a la vila a causa de l'abundància i qualitat dels seus vedats de caça, a la qual són molt aficionats. Abans fins i tot, ja el llibre de Monteria d'Alfons XI anotava: «Madrid, un bon lloc de porc i os», i possiblement d'aquesta característica derivava l'escut que les hosts madrilenyes van portar a la batalla de les Navas de Tolosa. Posteriorment, un prolongat plet entre l'Ajuntament i l'Església, va acabar amb un acord de repartiment de pastures per a aquesta i peus d'arbre per aquell, i amb això un arbre va ser incorporat a l'escut al costat de l'os o ossa i les set estrelles de la constel·lació homònima. La identificació l'arbre amb l'arboç és més fosca, més enllà de l'homofonia amb el nom de la ciutat. És habitual anomenar a Madrid la ciutat de l'os i l'arboç.

### Madrid dels Àustries
Amb l'arribada a Castella del rei Carles I el 1520, Madrid s'uneix a la Revolta de les Comunitats en contra del rei amb el seu regidor Juan de Zapata al capdavant. Però després de la derrota dels comuners a Villalar, Madrid és assetjada i ocupada per les tropes reials.
Per reial cèdula de 8 de maig de 1561, Felip II ordena el trasllat de la cort des de Toledo a Madrid, les formalitats d'aquest canvi són les pròpies de la tradició medieval i de les lleis de Castella: el rei passava a viure a Madrid, no necessàriament de manera permanent, i amb ell anava la cort. Però aquella cort del sobirà més poderós del món ja no era una petita cort feudal, sinó un gran aparell polític de cortesans, militars, buròcrates i servents acompanyats de l'enorme bagatge que això requeria, per la qual cosa una operació formalment rutinària era en la pràctica de gran importància. Felip II ja no traslladaria mai més la cort al llarg del seu regnat, cosa, però, que no va suposar que la capitalitat fos fixada jurídicament, sinó que fou una realitat fàctica, com ho posa de manifest el trasllat que el seu fill, Felip III, feu a Valladolid entre 1601 i 1606, sense que això tampoc anés acompanyat d'un estatut especial.
En tot cas, aquest fet seria decisiu per l'evolució de la ciutat i faria que els avatars de la monarquia, en major o menor mesura, influïssin en el seu destí. la cort, la capitalitat, de facto primer i de iure més tard, serà consubstancial a Madrid des de llavors. Una famosa expressió indicava aquesta identitat: «només Madrid és cort», la qual cosa, de manera conceptista, també s'entenia l'inrevés: «Madrid és només cort».

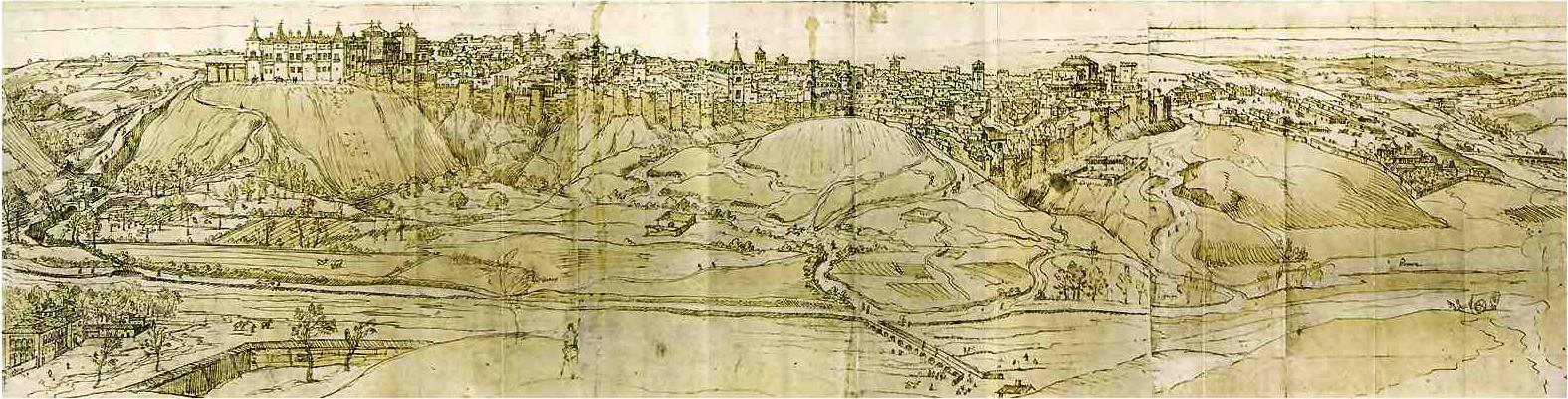
Vista de Madrid des de l'Oest, davant la Porta de la Vega, per Anton van der Wyngaerde (anomenat a Espanya «Antonio de las Viñas») el 1562, a qui Felip II va encarregar de recollir vistes de les seves ciutats. S'aprecia en primer pla les riberes del Manzanares, creuat pels antecessors del Pont de Segòvia (en primer terme), i el Pont de Toledo (més al sud, dreta), que es construirien en forma monumental anys més tard. L'edifici més destacat, al nord (esquerra), és el Alcázar, que forma part del circuit emmurallat i que patirà diversos incendis fins al definitiu del 1734 que ho destruirà gairebé completament, sent substituït per l'actual Palau Reial. Entre el caseriu es destaquen les torres de les esglésies (d'esquerra a dreta: San Gil, San Antoni, Santiago, San Salvador, San Miguel delos Octoes, San Nicolás, Santa María, San Justo, San Pedro, la Capilla del Obispo, San Andrés i, extramurs, San Francisco), que no mostren encara el perfil de cúpula i chapitel que les caracteritzarà en els segles següents. Apareix, fora de les muralles i sobre el riu, una instal·lació artesanal dedicada al tractament de pells: les adoberies del Pozacho. La recent instal·lació de la cort va provocar l'augment de la pressió fiscal sobre els particulars mitjançant el gravamen de la regalia d'estança, que va produir tota mena de resistències, entre les quals destacava la construcció de cases a la malícia.

Amb l'establiment de la cort a Madrid, la seva població comença a créixer de manera significativa, entre 1561 i 1571 passà de 7.500 a 33.000 habitants, població que incloïa als membres de la cort però també desheretats i buscaires de tot l'imperi. En un primer moment aquesta transformació no anà acompanyada d'una planificació urbana ni rebé el suport de la corona, més enllà de la construcció d'edificis del seu interès, sinó que el municipi hi va haver de fer front amb els seus escassos mitjans.
En els regnats futurs els monarques s'anaren implicant en la seva transformació, en 1625, Felip IV enderrocà la muralla de la ciutat, ja sobrepassada i edificà la que serà la darrera tanca de Madrid. Aquesta tanca, construïda exclusivament per raons fiscals (impost de portatge) limitarà el creixement de la ciutat fins al segle xix. Les tasques de govern se centralitzen al Reial Alcàsser, conjunt d'edificacions situades en els terrenys que més endavant ocuparan el Palau Reial i la plaça d'Oriente. Paral·lelament, s'augmenten la superfície d'un altre palau a l'extrem est de la ciutat, més enllà de la tanca. Es tracta del Casón del Buen Retiro, començat a construir pels Reis Catòlics (que també van traslladar a les seves proximitats el monestir de San Jerónimo el Real, (situat anteriorment prop del Manzanares, a la zona de l'Estació del Nord), del qual es conserven els seus jardins, el Saló del Regne i el Saló de Ball, conegut, aquest últim, com el Casón del Buen Retiro i utilitzat pel Museu del Prado.

### Il·lustració i neoclassicisme

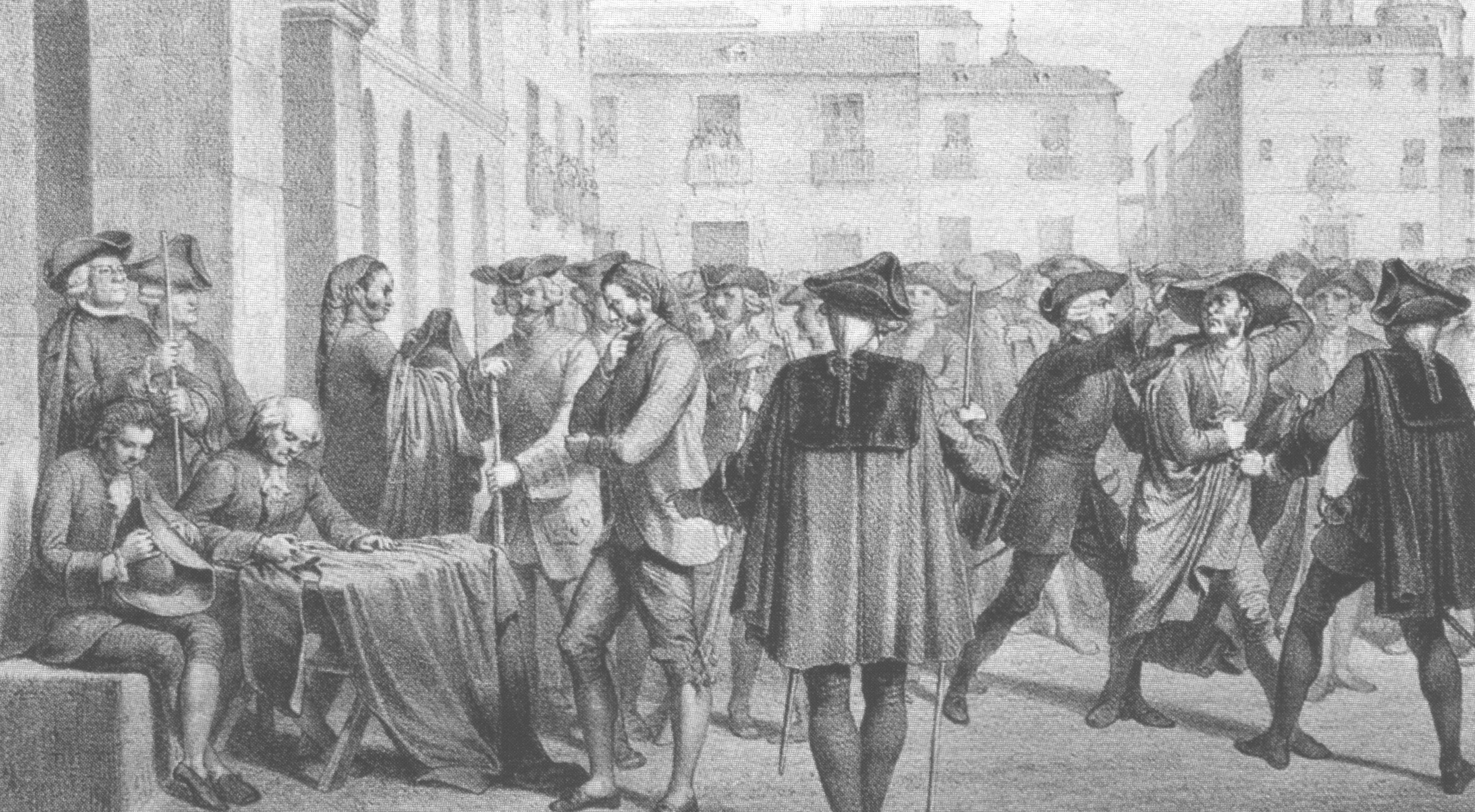
La resistència al ban que prohibia portar capa llarga i barret ample va acabar en el motí d'Esquilache (1766)

Durant la Guerra de Successió espanyola, la ciutat, capital de Felip V de Castella fou ocupada pels austriacistes els anys 1706 i 1710, però ràpidament recuperada pels borbònics. El canvi de dinastia portaria canvis importants per a la ciutat. Els monarques de la nova dinastia la van trobar com una població fosca, de carrers estrets, massificada, sense sistemes de clavegueram i definitivament pestilent. Els Borbons es plantegen la necessitat d'equiparar Madrid a altres capitals europees. L'incendi de l'Alcázar Real el 1734 (succés desgraciat que causa la desaparició d'una tercera part de la col·lecció reial de pintures) és l'excusa per construir el Palau Reial a l'estil de Versalles. Les obres durarien fins a 1755 i no seria ocupat fins al regnat de Carles III. Ponts, hospitals, parcs, fonts, edificis per a l'ús científic, ordenances de clavegueram i altres actuacions varen ser promogudes pel monarca, que rep el títol popular de «millor alcalde de Madrid», amb la col·laboració d'arquitectes i urbanistes excepcionals: Francesco Sabatini, Ventura Rodríguez, Juan de Villanueva entre d'altres.
El projecte del Saló del Prado, als afores de la ciutat, entre el conjunt del Buen Retiro i la tanca, és probablement el més important i el que ha deixat una herència més important a la ciutat: els passeigs del Prado i Recoletos, les fonts de Neptú, Cibeles i Apol·lo, el Reial Jardí Botànic, l'Observatori Astronòmic o el Gabinet d'Història Natural que més tard es convertiria en el Museu del Prado. Tanmateix, no sempre la relació del «rei alcalde» amb súbdits-veïns va ser bona: diverses mesures del seu programa de modernització van ser contestades de manera violenta durant el Motí d'Esquilache de 1766 encara que hi varen confluir causes més complexes.
La funció administrativa que va ocupar com a capital, va propiciar el desenvolupament de l'activitat artesana, que es va transformar en activitat industrial des de mitjan segle xix. A l'any 1930, aquesta transformació es va veure afectada per l'inici de la Gran Depressió, un esdeveniment global que va tenir un impacte significatiu en les economies de tot el món
Els militars revoltats contra el govern de la Segona República Espanyola a l'inici de la Guerra Civil espanyola acabà amb la victòria republicana, donant lloc al setge de Madrid fins a la caiguda de la ciutat en mans franquistes el 28 de març del 1939.
La major expansió de la ciutat es va donar a partir del segle xx, sobretot a partir de la fi de la guerra civil, centrada en sectors dinàmics, com la química, la metal·lúrgia i altres especialitats relacionades amb el consum urbà de tecnologia avançada: mecànica de precisió, electrònica, farmacèutica, i altres. Madrid es va convertir en el centre financer d'Espanya, i segon centre industrial després de la ciutat de Barcelona. La constitució espanyola de 1978, va confirmar a Madrid com a capital del Regne d'Espanya. Des de 1983 també és capital de la Comunitat de Madrid.

## Clima
Madrid i la seva comunitat tenen un clima mediterrani de tendència clima continental. Segons la classificació climàtica de Köppen, pertany al tipus Csa però amb algunes característiques del tipus Dsa
| Dades climàtiques a Madrid (667m), Jardins del Retiro, al centre de la ciutat (1981-2010) | Dades climàtiques a Madrid (667m), Jardins del Retiro, al centre de la ciutat (1981-2010) | Dades climàtiques a Madrid (667m), Jardins del Retiro, al centre de la ciutat (1981-2010) | Dades climàtiques a Madrid (667m), Jardins del Retiro, al centre de la ciutat (1981-2010) | Dades climàtiques a Madrid (667m), Jardins del Retiro, al centre de la ciutat (1981-2010) | Dades climàtiques a Madrid (667m), Jardins del Retiro, al centre de la ciutat (1981-2010) | Dades climàtiques a Madrid (667m), Jardins del Retiro, al centre de la ciutat (1981-2010) | Dades climàtiques a Madrid (667m), Jardins del Retiro, al centre de la ciutat (1981-2010) | Dades climàtiques a Madrid (667m), Jardins del Retiro, al centre de la ciutat (1981-2010) | Dades climàtiques a Madrid (667m), Jardins del Retiro, al centre de la ciutat (1981-2010) | Dades climàtiques a Madrid (667m), Jardins del Retiro, al centre de la ciutat (1981-2010) | Dades climàtiques a Madrid (667m), Jardins del Retiro, al centre de la ciutat (1981-2010) | Dades climàtiques a Madrid (667m), Jardins del Retiro, al centre de la ciutat (1981-2010) | Dades climàtiques a Madrid (667m), Jardins del Retiro, al centre de la ciutat (1981-2010) |
| Mes                                                                                       | gen                                                                                       | febr                                                                                      | març                                                                                      | abr                                                                                       | maig                                                                                      | juny                                                                                      | jul                                                                                       | ag                                                                                        | set                                                                                       | oct                                                                                       | nov                                                                                       | des                                                                                       | anual                                                                                     |
| ----------------------------------------------------------------------------------------- | ----------------------------------------------------------------------------------------- | ----------------------------------------------------------------------------------------- | ----------------------------------------------------------------------------------------- | ----------------------------------------------------------------------------------------- | ----------------------------------------------------------------------------------------- | ----------------------------------------------------------------------------------------- | ----------------------------------------------------------------------------------------- | ----------------------------------------------------------------------------------------- | ----------------------------------------------------------------------------------------- | ----------------------------------------------------------------------------------------- | ----------------------------------------------------------------------------------------- | ----------------------------------------------------------------------------------------- | ----------------------------------------------------------------------------------------- |
| Màxima mitjana °C (°F)                                                                    | 9.8 (49.6)                                                                                | 12.0 (53.6)                                                                               | 16.3 (61.3)                                                                               | 18.2 (64.8)                                                                               | 22.2 (72)                                                                                 | 28.2 (82.8)                                                                               | 32.1 (89.8)                                                                               | 31.3 (88.3)                                                                               | 26.4 (79.5)                                                                               | 19.4 (66.9)                                                                               | 13.5 (56.3)                                                                               | 10.0 (50)                                                                                 | 19.9 (67.8)                                                                               |
| Mitjana diària °C (°F)                                                                    | 6.3 (43.3)                                                                                | 7.9 (46.2)                                                                                | 11.2 (52.2)                                                                               | 12.9 (55.2)                                                                               | 16.7 (62.1)                                                                               | 22.2 (72)                                                                                 | 25.6 (78.1)                                                                               | 25.1 (77.2)                                                                               | 20.9 (69.6)                                                                               | 15.1 (59.2)                                                                               | 9.9 (49.8)                                                                                | 6.9 (44.4)                                                                                | 15.0 (59)                                                                                 |
| Mínima mitjana °C (°F)                                                                    | 2.7 (36.9)                                                                                | 3.7 (38.7)                                                                                | 6.2 (43.2)                                                                                | 7.7 (45.9)                                                                                | 11.3 (52.3)                                                                               | 16.1 (61)                                                                                 | 19.0 (66.2)                                                                               | 18.8 (65.8)                                                                               | 15.4 (59.7)                                                                               | 10.7 (51.3)                                                                               | 6.3 (43.3)                                                                                | 3.6 (38.5)                                                                                | 10.1 (50.2)                                                                               |
| Precipitació mitjana mm (polzades)                                                        | 33 (1.3)                                                                                  | 35 (1.38)                                                                                 | 25 (0.98)                                                                                 | 45 (1.77)                                                                                 | 51 (2.01)                                                                                 | 21 (0.83)                                                                                 | 12 (0.47)                                                                                 | 10 (0.39)                                                                                 | 22 (0.87)                                                                                 | 60 (2.36)                                                                                 | 58 (2.28)                                                                                 | 51 (2.01)                                                                                 | 421 (16.57)                                                                               |
| Mitjana de dies de precipitació (≥ 1 mm)                                                  | 6                                                                                         | 5                                                                                         | 4                                                                                         | 7                                                                                         | 7                                                                                         | 3                                                                                         | 2                                                                                         | 2                                                                                         | 3                                                                                         | 7                                                                                         | 7                                                                                         | 7                                                                                         | 59                                                                                        |
| Mitjana mensual d'hores de sol                                                            | 148                                                                                       | 157                                                                                       | 214                                                                                       | 231                                                                                       | 272                                                                                       | 310                                                                                       | 359                                                                                       | 335                                                                                       | 261                                                                                       | 198                                                                                       | 157                                                                                       | 124                                                                                       | 2.769                                                                                     |
| Font: Agencia Estatal de Meteorología                                                     |                                                                                           |                                                                                           |                                                                                           |                                                                                           |                                                                                           |                                                                                           |                                                                                           |                                                                                           |                                                                                           |                                                                                           |                                                                                           |                                                                                           |                                                                                           |

## Demografia

### Població
La població de Madrid ha experimentat un important augment des que es transformà en capital. Aquest augment és especialment significatiu des de 1940 a 1970, per la gran quantitat d'immigració interior.
Aquest accelerat creixement i l'absència de planificació urbana van ocasionar que s'organitzessin nuclis d'infrahabitatges i zones residencials, principalment als districtes del sud, als quals els serveis públics no arribarien fins anys després. A partir dels anys setanta, aquest increment es desaccelerà en favor dels municipis de la zona metropolitana, i fins i tot va començar a perdre població. Des de 1995 el creixement poblacional es tornà positiu, principalment per la immigració exterior.
Segons les dades disponibles, a l'1 de gener de 2007 la població de Madrid ascendia a 3 132 463 habitants, enfront dels 2 938 723 del cens de 2001.

### Moviments de població

#### Natalitat
El 2004 es registraren 32 851 naixements a la ciutat de Madrid, fet que suposà un increment respecte a l'any anterior. Als últims quatre anys el nombre de naixements a la regió s'ha incrementat de forma contínua. La taxa de natalitat se situa en 10,38 punts, amb un increment constant des de 2000. El 2012 el nombre de naixements fou de 31 446.

#### Mortalitat
El 2004 es registraren 26 527 defuncions a la ciutat de Madrid, fet que suposà un increment respecte a l'any anterior; però amb unes xifres més baixes que als darrers anys 2000, 2001 i 2002. La taxa de mortalitat fou de 8,38 punts, bastant inferior a la dels quatre anys anteriors.

#### Immigració
Segons el cens de 2008, la població estrangera de Madrid és de 547 282 habitants sobre un total de 3 238 191, que en suposa el 16,9%. Els districtes amb més població immigrant són Usera, amb un 28,37%; Centro, amb un 26,87%; Carabanchel, amb un 22,72%; i Tetuán, amb un 21,54%. Els districtes amb menys població immigrant són Fuencarral-El Pardo, amb un 9,27%; Retiro, amb un 9,64%; Chamartín, amb un 11,74%; i San Blas, amb un 13,43%.

### Àrea metropolitana
Al voltant de la ciutat de Madrid, s'han conformat una sèrie de nuclis urbans lligats estretament a la ciutat. No hi ha una definició oficial, per part de l'estat ni del govern autonòmic, de l'àrea que conforma; i les xifres provenen de diferents estudis independents i organismes oficials indirectes. Segons el projecte AUDES5, l'àrea metropolitana de Madrid té 5 843 031 habitants, una superfície de 4609,7 km² i una densitat de 1021,6 habitants per km².
Madrid va ser definida el 2004 per un grup d'estudis de Globalization and World Cities (GaWC) com ciutat global de tipus beta, amb 8 punts en la classificació de ciutats globals. La reedició del 2008 la classifica com ciutat alfa.

## Divisions administratives
Madrid està dividida administrativament en 21 districtes, els quals es divideixen en barris. La seva modificació està en estudi. L'actual distribució administrativa és la següent (districte i barris):
1. Centro: Palacio, Embajadores, Cortes, Justicia, Universidad, Sol.
2. Arganzuela: Imperial, Acacias, Chopera, Legazpi, Delicias, Palos de la Frontera, Atocha.
3. Retiro: Pacífico, Adelfas, Estrella, Ibiza, Jerónimos, Niño Jesús.
4. Salamanca: Recoletos, Goya, Fuente del Berro, Guindalera, Lista, Castellana.
5. Chamartín: El Viso, Prosperidad, Ciudad Jardín, Hispanoamérica, Nueva España, Pza. Castilla.
6. Tetuán: Bellas Vistas, Cuatro Caminos, Castillejos, Almenara, Valdeacederas, Berruguete.
7. Chamberí: Gaztambide, Arapiles, Trafalgar, Almagro, Vallehermoso, Ríos Rosas.
8. Fuencarral-El Pardo: El Pardo, Fuentelarreina, Peñagrande, Barrio del Pilar, La Paz, Valverde, Mirasierra, El Goloso.
9. Moncloa-Aravaca: Casa de Campo, Argüelles, Ciudad Universitaria, Valdezarza, Valdemarín, El Plantío, Aravaca.
10. Latina: Los Cármenes, Puerta del Ángel, Lucero, Aluche, Las Águilas, Campamento, Cuatro Vientos.
11. Carabanchel: Comillas, Opañel, San Isidro, Vista Alegre, Puerta Bonita, Buenavista, Abrantes.
12. Usera: Orcasitas, Orcasur, San Fermín, Almendrales, Moscardó, Zofio, Pradolongo.
13. Puente de Vallecas: Entrevías, San Diego, Palomeras Bajas, Palomeras Sureste, Portazgo, Numancia.
14. Moratalaz: Pavones, Horcajo, Marroquina, Media Legua, Fontarrón, Vinateros.
15. Ciudad Lineal: Ventas, Pueblo Nuevo, Quintana, La Concepción, San Pascual, San Juan Bautista, Colina, Atalaya, Costillares.
16. Hortaleza: Palomas, Valdefuentes, Canillas, Pinar del Rey, Apóstol Santiago, Piovera.
17. Villaverde: Villaverde Alto, San Cristóbal, Butarque, Los Rosales, Los Ángeles.
18. Villa de Vallecas: Nucli històric de Vallecas, Santa Eugenia.
19. Vicálvaro: Nucli històric de Vicálvaro, Ambroz.
20. San Blas-Canillejas: Simancas, Hellín, Amposta, Arcos, Rosas, Rejas, Canillejas, Salvador.
21. Barajas: Alameda de Osuna, Aeropuerto, Nucli històric de Barajas, Timón, Corralejos.

## Política i govern

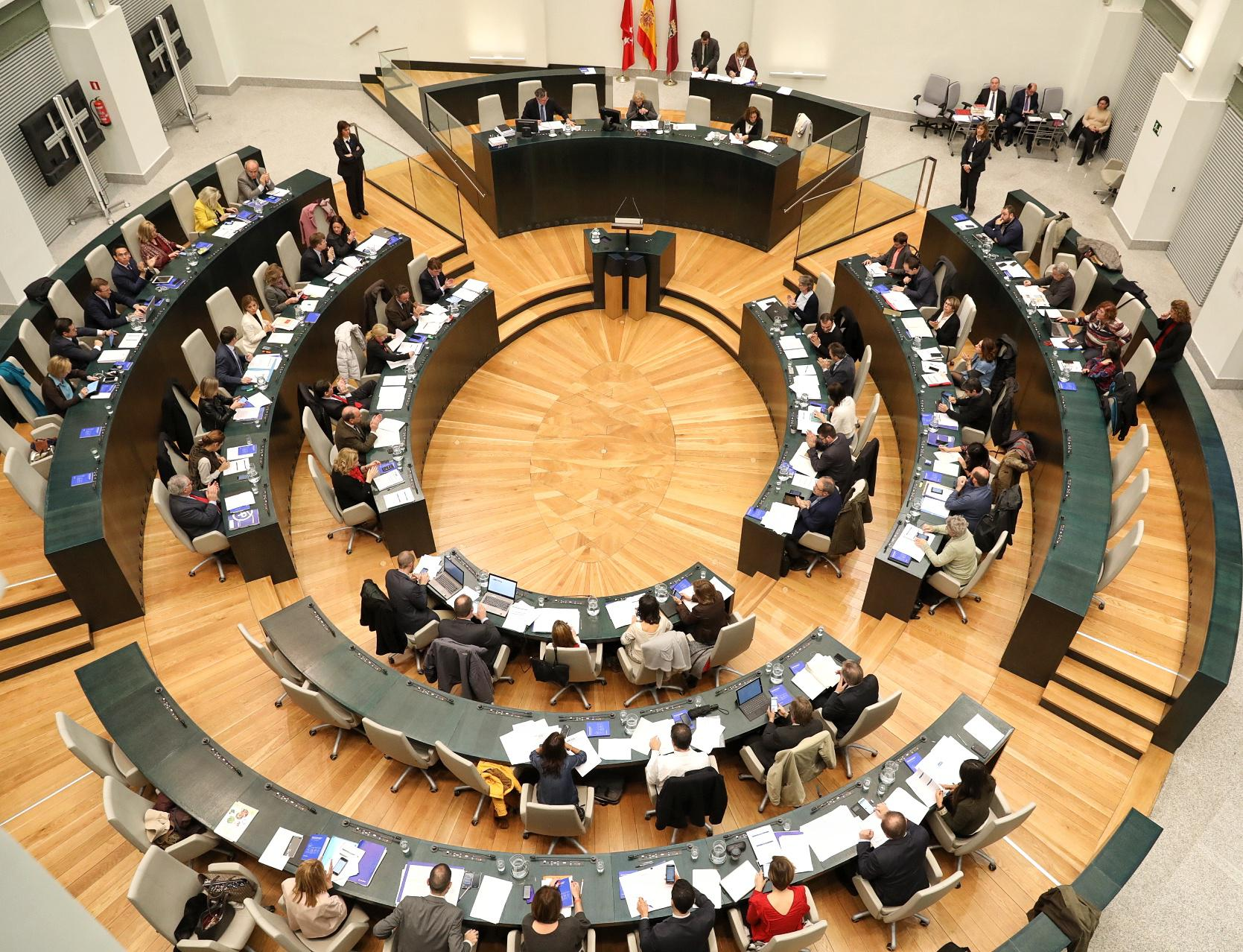
Sessió plenària

La institució que governa el municipi de Madrid i en dirigeix l'administració municipal és l'Ajuntament de Madrid.
El ple de l'Ajuntament —format per l'alcalde i els regidors— és, d'acord amb la Llei de Capitalitat i de Règim Especial de Madrid, «l'òrgan de màxima representació política dels ciutadans en el govern municipal» i «exerceix les atribucions que li estan assignades expressament». La Junta de Govern és l'òrgan executiu de direcció política i administrativa del municipi.

### Composició de la corporació municipal
| Eleccions municipals de 26 de maig de 2019 - Madrid |                                     |                                     |                                      |            |          |          |
| Candidatura | Candidatura                         | Candidatura                         | Cap de llista                        | Vots       | Vots     | Regidors |
| | Més Madrid                          |                                     | Manuela Carmena Castrillo            | 503.990    | 30,94%   | 19 (-1)  |
| | Partit Popular                      |                                     | José Luis Martínez-Almeida Navasqüés | 394.708    | 24,23%   | 15 (-6)  |
| | Ciutadans - Partit de la Ciutadania |                                     | Begoña Villacís Sánchez              | 311.617    | 19,13%   | 11 (+4)  |
| | Partit Socialista Obrer Espanyol    |                                     | Pepu Hernández Fernández             | 223.582    | 13,72%   | 8 (-1)   |
| | Vox                                 |                                     | Javier Ortega Smith-Molina           | 124.252    | 7,63%    | 4 (+4)   |
| | Altres candidatures                 |                                     |                                      | 76.781     | 4,71 %   | 0        |
| | Vots en blanc                       |                                     |                                      | 7.052      | 0,43%    |          |
| Total vots vàlids i regidors | Total vots vàlids i regidors        | Total vots vàlids i regidors        | Total vots vàlids i regidors         | 1.629.104  | 100 %    | 57       |
| | Vots nuls                           | Vots nuls                           | Vots nuls                            | 5.826      | 0,36%    |          |
| Participació (vots vàlids més nuls) | Participació (vots vàlids més nuls) | Participació (vots vàlids més nuls) | Participació (vots vàlids més nuls)  | 1.634.930  | 68,23%** |          |
| Abstenció | Abstenció                           | Abstenció                           | Abstenció                            | 761.345*   | 31,77%** |          |
| Total cens electoral | Total cens electoral                | Total cens electoral                | Total cens electoral                 | 2.396.275* | 100 %**  |          |
| Alcalde: José Luis Martínez-Almeida Navasqüés (PP) (15/06/2019) Per majoria absoluta dels vots dels regidors (30 vots: 15 de PP, 11 de Cs i 4 de Vox)          |                                     |                                     |                                      |            |          |          |
| Fonts: Ministeri de l'Interior. Junta Electoral de la Zona de Madrid. Periòdic Ara. (* No són vots sinó electors. ** Percentatge respecte del cens electoral.) |                                     |                                     |                                      |            |          |          |

### Alcaldes
Des de 2019, l'alcalde de Madrid és José Luis Martínez-Almeida Navasqüés (PP).
| Període     | Alcalde o alcaldessa                                     | Partit polític | Data de possessió     | Observacions        |
| ----------- | -------------------------------------------------------- | -------------- | --------------------- | ------------------- |
| 1979–1983   | Enrique Tierno Galván                                    | PSOE           | 15/04/1979            | --                  |
| 1983–1987   | Enrique Tierno Galván Juan Antonio Barranco Gallardo     | PSOE           | 28/05/1983 28/01/1986 | Defunció --         |
| 1987–1991   | Juan Antonio Barranco Gallardo Agustín Rodríguez Sahagún | PSOE CDS       | 30/06/1987 29/06/1989 | Moció de censura -- |
| 1991–1995   | José María Álvarez del Manzano                           | PP             | 05/07/1991            | --                  |
| 1995–1999   | José María Álvarez del Manzano                           | PP             | 17/06/1995            | --                  |
| 1999–2003   | José María Álvarez del Manzano                           | PP             | 03/07/1999            | --                  |
| 2003–2007   | Alberto Ruiz-Gallardón Jiménez                           | PP             | 23/07/2003            | --                  |
| 2007–2011   | Alberto Ruiz-Gallardón Jiménez                           | PP             | 16/06/2007            | --                  |
| 2011–2015   | Alberto Ruiz-Gallardón Jiménez Ana Botella Serrano       | PP             | 11/06/2011 27/12/2011 | Renúncia --         |
| 2015–2019   | Manuela Carmena Castrillo                                | Ahora Madrid   | 13/06/2015            | --                  |
| 2019-2023   | José Luis Martínez-Almeida Navasqüés                     | PP             | 15/06/2019            | --                  |
| Des de 2023 | n/d                                                      | n/d            | 17/06/2023            | --                  |

## Esports

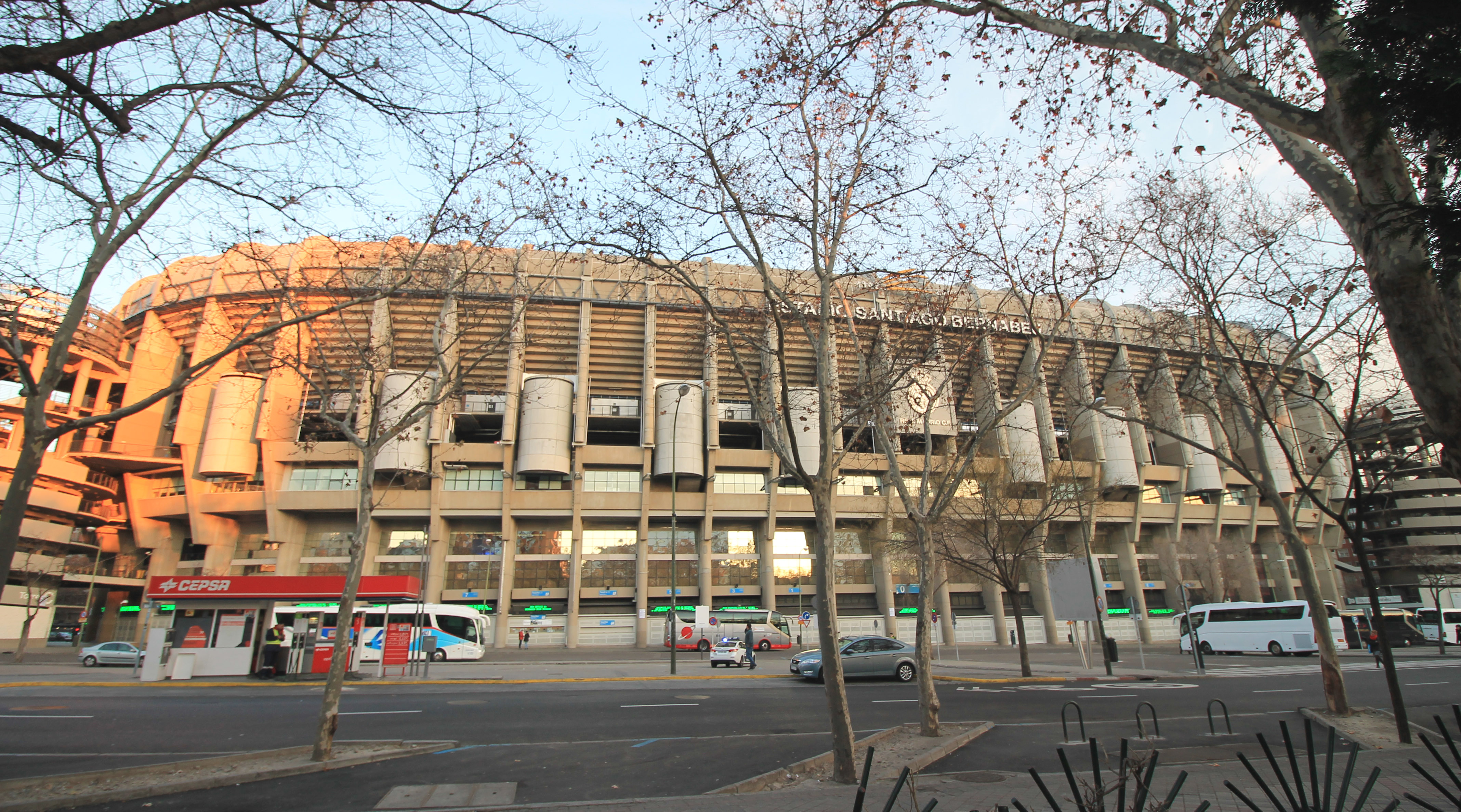
Estadi Santiago Bernabéu.

La capital espanyola és seu dels equips de futbol més destacats de la ciutat: el Reial Madrid, l'Atlètic de Madrid i el Rayo Vallecano de Madrid. Els equips de bàsquet locals són el Reial Madrid i l'Estudiantes.

## Edificis i llocs de Madrid

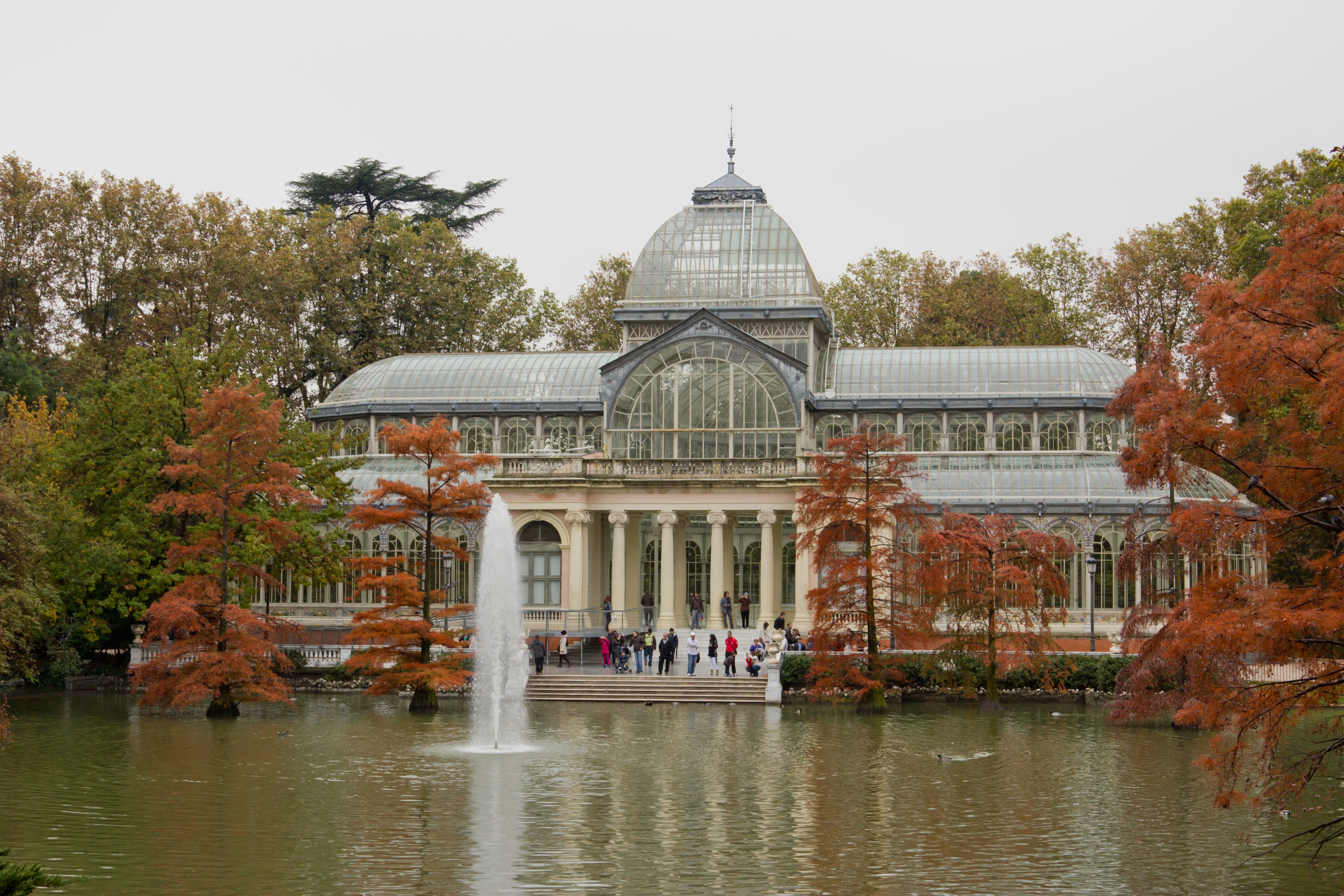
Palau de Cristal, al Parc del Retiro.

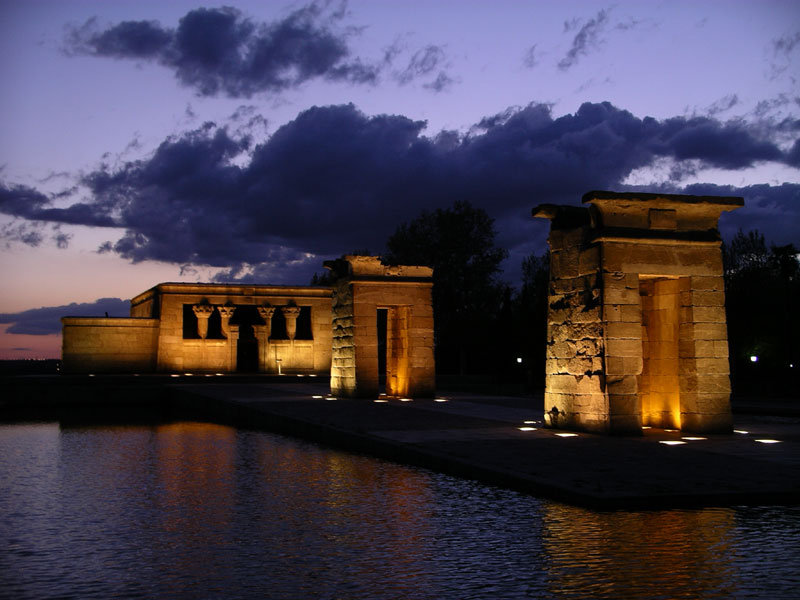
Imatge del Temple de Debod.

- Biblioteca Nacional d'Espanya
- Catedral de l'Almudena de Madrid
- Convent de las Salesas Reales
- Estadi Santiago Bernabéu
- Estadi Wanda Metropolitano
- Las Ventas
- Madrid Arena
- Museu Cerralbo
- Museu Lázaro Galdiano
- Museu del Prado
- Museu Reina Sofia
- Museu Thyssen-Bornemisza
- Jardins del Retiro
- Palau Reial de Madrid
- Porta d'Alcalá
- Temple de Debod
- Casa Lucio

## Gastronomia
Entre els plats característics de la gastronomia popular de la ciutat es troben les patates braves, els xurros, el bullit madrileny, els callos (en català, tripes) a la madrilenya, els soldadets de Pavía, la truita de patates o el bocata (entrepà) de calamars.

## Ciutats agermanades
Acords d'agermanament
- Abu Dhabi (Emirats Àrabs Units), març de 2007.[51]
- Bordèus (França), gener de 1984.[51]
- Lisboa (Portugal), maig de 1979.[52]
- Malabo (Guinea Equatorial), abril de 1989.[51]
- Manila (Filipines), desembre de 2005.[51]
- Miami (Estats Units), juny de 2014.[51]
- Nouakchott (Mauritània), novembre de 1986.[51]
- Nova York (Estats Units), gener de 1982.[51]
- Panamà (Panamà), desembre de 1980.[51]
- Sarajevo (Bòsnia i Hercegovina), març de 2007.[51]

Actes d'agermanament
- Trípoli (Líbia), desembre de 1988.[51]
- Rabat (Marroc), maig de 1988.[51]

Declaració d'agermanament múltiple de la UCCI (octubre de 1982)
- Asunción (Paraguai)[51]
- Bogotà (Colòmbia)[51]

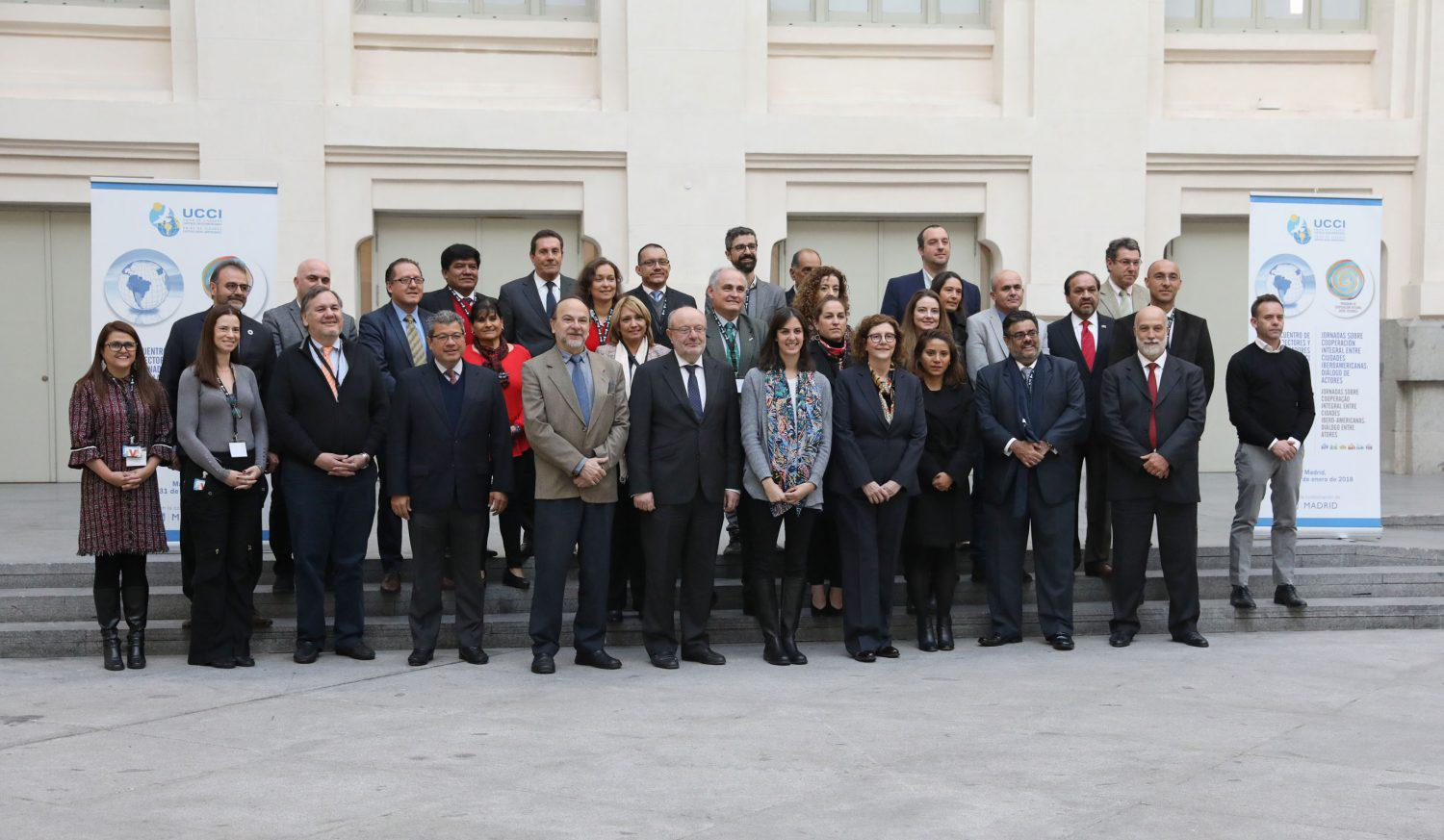
Inauguració de la XII Trobada de la Unió de Ciutats Capitals Iberoamericanes (UCCI) el 2018.

- Buenos Aires (Argentina)[51]
- Caracas (Veneçuela)[51]
- Guatemala (Guatemala)[51]
- L'Havana (Cuba)[51]
- La Paz (Bolívia)[51]
- Lima (Perú)[51]
- Lisboa (Portugal)[51]
- Managua (Nicaragua)[51]
- Ciutat de Mèxic (México)[51]
- Montevideo (Uruguai)[51]
- Panamá (Panamà)[51]
- Quito (Equador)[51]
- Rio de Janeiro (Brasil)[51]
- San José (Costa Rica)[51]
- San Juan (Estats Units)[51]
- San Salvador (El Salvador)[51]
- Santiago de Xile (Xile)[51]
- Santo Domingo (República Dominicana)[51]
- Tegucigalpa (Hondures)[51]

## Madrilenyes i madrilenys il·lustres
- Lope de Vega (1562-1635), escriptor en llengua castellana.
- Luis Aragonés (1938-2014), exjugador i entrenador de futbol.
- Plácido Domingo (1941-), tenor i director d'orquestra.
- Aíto García Reneses (1946-), exentrenador de basquetbol del FC Barcelona i DKV Joventut.
- Florentino Pérez Rodríguez (1947-), empresari i president del Reial Madrid.
- Rafa Benítez (1960-), entrenador de futbol.
- Ágatha Ruiz de la Prada (1960-), dissenyadora de roba.
- Quique Sánchez Flores (1965-), entrenador de futbol.
- Iker Casillas Fernández (1981-), futbolista.
- Alejandro Sanz (1968-), cantant de pop i pop rock.
- Elsa Pataky (1976-), actriu.
- Malú (1982-), cantant de pop i flamenc.
- Amaia Salamanca (1986-), actriu.
- David Álvarez Flores (1900-1940), dibuixat, afusellat pels franquistes.
- Enrique Aroca Aguado (1907-1966), pianista i pedagog musical.
- Raúl González Blanco (1977-), futbolista.
- Enrique Tierno Galván (1918-1986), doctor en dret i en filosofia i lletres, fou alcalde de Madrid (1979-1986).
- José Lassalle director d'orquestra (1850-1932).
- Maria-Luisa Chevalier Superville, compositora, pianista i organista.
- Loreto García i García, soprano.
- Félix Máximo López, (1742-1821) compositor.
- Enrique Iniesta Cano, (1906-1969) violinista.
- Jacinto Benavente (1866-1954), escriptor, Premi Nobel de Literatura de 1922.
- Manuel Pérez y Badía (1846-1901), violinista i compositor.